# NGC 6462
NGC 6462 é uma galáxia elíptica (E?) localizada na direcção da constelação de Draco. Possui uma declinação de +61° 54' 38" e uma ascensão recta de 17 horas, 44 minutos e 48,7 segundos.
A galáxia NGC 6462 foi descoberta em 5 de Junho de 1885 por Lewis A. Swift.